# 安藤哲行
安藤 哲行（あんどう てつゆき、1948年10月3日 - ）は、日本のラテンアメリカ文学者、翻訳家。摂南大学名誉教授。
岐阜県生まれ。1974年愛知県立大学外国語学部スペイン学科卒、1976年神戸市外国語大学大学院外国語学研究科修士課程修了。1986年摂南大学外国語学部助教授、教授。2014年3月摂南大学を定年退職。

## 著書
- 『現代ラテンアメリカ文学併走 ブームからポスト・ボラーニョまで』（松籟社） 2011

## 翻訳
- 『ママ・グランデの葬儀』（G.ガルシア=マルケス、桑名一博共訳、国書刊行会、ラテンアメリカ文学叢書） 1979
- 『英雄たちと墓』（エルネスト・サバト、集英社、ラテンアメリカの文学） 1983
- 『ボマルツォ公の回想』（ムヒカ=ライネス、土岐恒二共訳、集英社、ラテンアメリカの文学） 1984
- 『天使の恥部』（マヌエル・プイグ、国書刊行会、文学の冒険） 1989
- 「イレーネの自伝」（シルビーナ・オカンポ、集英社、集英社ギャラリー、世界の文学19 (ラテンアメリカ)） 1990
- 『私が愛したグリンゴ』（カルロス・フエンテス、集英社） 1990、のち改題『老いぼれグリンゴ』（集英社文庫） 1994
- 『陽かがよう迷宮』（マルタ・トラーバ、現代企画室、ラテンアメリカ文学選集） 1993
- 『ラテンアメリカ五人集』（ホセ・エミリオ・パチェーコ,マリオ・バルガス＝リョサ,カルロス・フエンテス,オクタビオ・パス,ミゲル・アンヘル・アストゥリアス、鈴木恵子,鼓直,野谷文昭,牛島信明共訳、集英社文庫） 1995
- 『パタゴニア・エキスプレス』（ルイス・セプルベダ、国書刊行会） 1997
- 『夜になるまえに ある亡命者の回想』（レイナルド・アレナス、国書刊行会、文学の冒険） 1997
- 『メドゥーサの血 幻想短篇小説集』（ホセ・エミリオ・パチェーコ、まろうど社） 1998
- 『ハバナへの旅』（レイナルド・アレナス、現代企画室） 2001
- 『夜明け前のセレスティーノ』（レイナルド・アレナス、国書刊行会） 2002
- 『まだ名前のない小さな本』（ホセ・アントニオ・ミリャン、ペリーコ・パストール絵、晶文社） 2005
- 『悪い時 他9篇』（ガブリエル・ガルシア=マルケス、高見英一,桑名一博,内田吉彦,木村榮一共訳、新潮社） 2007

## 論文
- Cinii